# Acanthodactylus schreiberi
Acanthodactylus schreiberi är en fransfingerödla som hittas vid östra Medelhavet.
Arten förekommer på Cypern och i sydvästra Turkiet (provins Hatay). En population som levde i Israel och Libanon vid Medelhavet är troligen utdöd. Enligt obekräftade uppgifter kan det finnas en population i nordöstra Egypten. Habitatet utgörs av sanddyner och andra områden med sandig grund. Acanthodactylus schreiberi kan anpassa sig till kulturlandskap som odlingsmark och trädgårdar.
Honor lägger upp till fyra ägg per tillfälle.
Beståndet hotas av ökad turism när byggnader, pooler och restauranger etableras. I Turkiet pågår dessutom ett projekt där nya oljeledningar byggs i utbredningsområdet. På Cypern förekommer olika skyddszoner. Även några områden i artens ursprungliga område i Israel och Libanon är laglig skyddade. IUCN listar Acanthodactylus schreiberi som starkt hotad (EN).